# ViaUrschweiz
Als ViaUrschweiz wird die Schweizer Wanderroute 599 (eine von 269 lokalen Routen) in den Urner Alpen bezeichnet. Sie beginnt in Isleten im Kanton Uri und führt in zwei Etappen zur Klewenalp in Nidwalden.
Der Startpunkt liegt am Westufer des Urnersees und ist mit dem Postauto oder Schiff zu erreichen. Bis zum höchsten Punkt, dem Hinter Jochli (2105 m ü. M.) zwischen Risetenstock und Schwalmis sind 1669 Höhenmeter zu steigen, bevor es zur Klewenalp wieder hinunter geht. Von dort kann man mit der Luftseilbahn nach Beckenried am Ufer des Vierwaldstättersees gelangen, wo wieder Bus- und Schiffsanschluss bestehen.

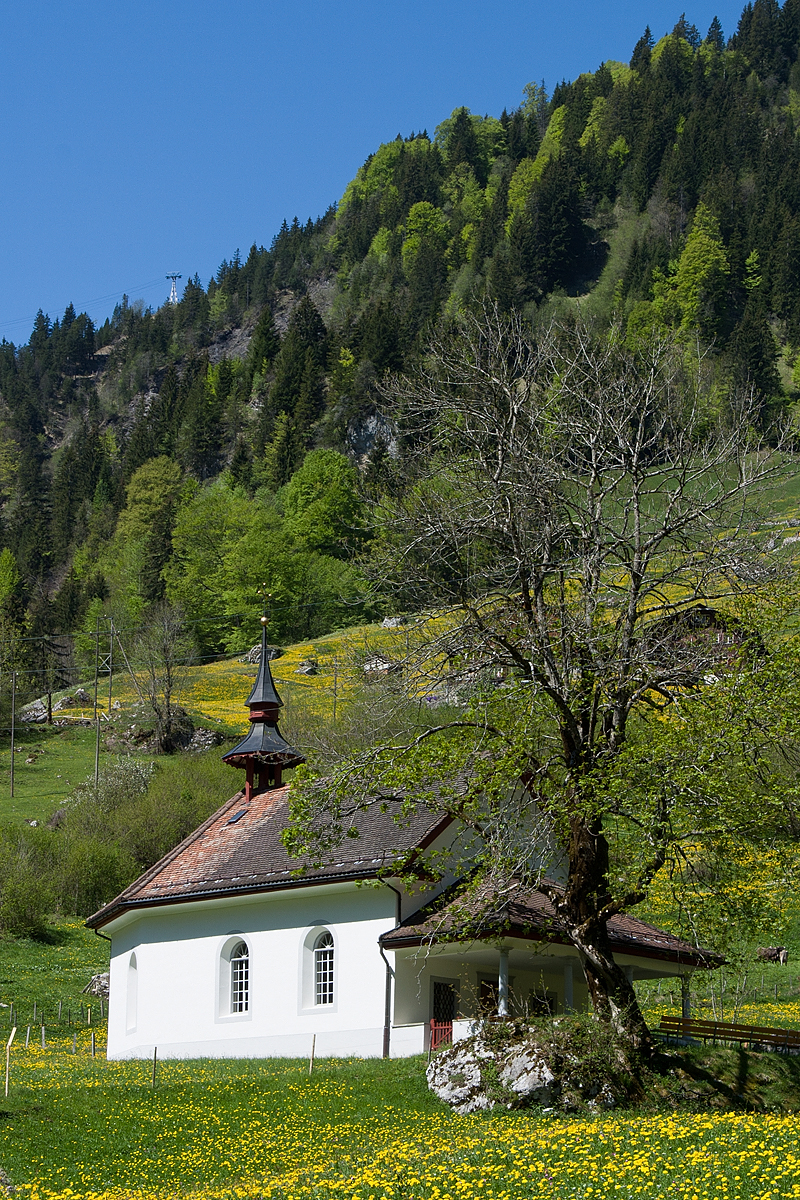
Kapelle St. Jakob

## Etappen
- Isleten – Gitschenen: 12 km, 1250 Höhenmeter auf, 160 ab, 4 3⁄4 Std.
- Gitschenen – Klewenalp: 8 km, 660 Hm auf, 620 ab, 3 1⁄4 Std.

Übernachten kann man im Berggasthaus «Gitschenen» oder auf dem Bergbauernhof «Kneiwies».
Die erste Etappe lässt sich verkürzen, wenn man von St. Jakob (nahe der Kapelle) die «Luftseilbahn Gitschenen» benutzt; bis hierher könnte man auch mit dem Postauto fahren, wenn man beispielsweise eine Übernachtung vermeiden möchte.
Es existieren auch Wegbeschreibungen in erweiterter Form, in der die hier beschriebene und ausgeschilderte Route vollständig enthalten ist. Unter dem Namen «Via Urschweiz» werden dann ausgehend von Flüelen fünf Etappen mit Stationen in Isenthal, Gitschenen, Beckenried und Seelisberg, sowie eine Zusatzetappe zum Bürgenstock dargestellt.

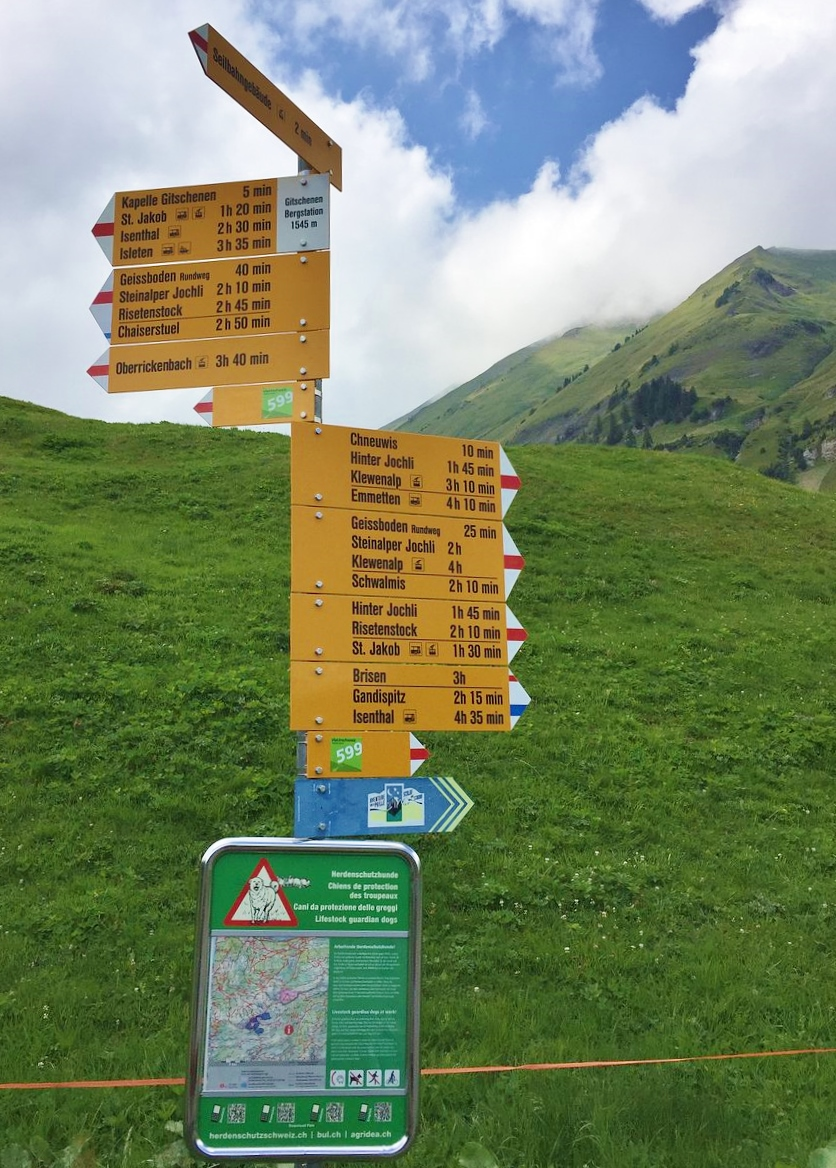
Wegweiser in Gitschenen

## Nachweise
1. ↑  Alle lokalen Routen bei «SchweizMobil».
2. ↑  Lage & Höhe gemäß «geo admin.ch».
3. ↑  SAC: Hinter Jochli 2105 m
4. ↑  «Via Urschweiz» unter Klewenalp & «Freizeit.ch».